# Společnost česko-kubánského přátelství
Společnost česko-kubánského přátelství je spolek, který jako svůj cíl deklaruje rozvíjení přátelství a solidaritu s kubánským lidem a napomáhání šíření objektivních informací o dění na Kubě a jejím mezinárodním postavení. Společnost byla založena v roce 1992 a zaregistrována Ministerstvem vnitra jako občanské sdružení v roce 1998. Navazuje na dřívější Výbor československo-kubánského přátelství z roku 1976. V čele společnosti stojí Výbor, jehož členy jsou např. Ludvík Šulda, Milan Krajča nebo Vladimír Sedláček. Je partnerem kubánské vládní organizace Kubánský institut přátelství mezi národy. Spolupracuje s Kubánským velvyslanectvím v České republice.
Společnost organizuje kulturní a politické akce. Nesouhlasí s blokádou Kuby ze strany USA a politikou vlády České republiky namířenou proti kubánské vládě. Požaduje propuštění Kubánské pětice, vězněné v USA za údajnou špionáž při infiltrování kubánské exilové teroristické skupiny. Při svých veřejných aktivitách spolupracuje společnost především s levicovými organizacemi např. Komunistickou stranou Čech a Moravy a Komunistickým svazem mládeže, na jejichž veřejných akcích také participuje a jejichž členové jsou také jejími členy. Společné aktivity vyvíjí také s Martiovskou asociací Kubánců žijících v České republice. Čtvrtletně vydává periodikum Venceremos, společensko-politický čtvrtletník o Kubě dneška.